# 大久保隆規
大久保 隆規（おおくぼ たかのり、1961年5月27日 - ）は、日本の政治家。立憲民主党所属の岩手県議会議員（1期）。元釜石市議会議員（2期）。

## 経歴
岩手県釜石市出身。岩手県立釜石南高等学校卒業後、地元の住宅会社に勤める。1991年から釜石市議会議員を2期務める。1999年4月、釜石市長選に自民・自由両党推薦の無所属で出馬するが、小野信一に敗れ落選する。同年11月、自由党党首だった小沢一郎の秘書になった。当初は私設秘書だったが、2004年に公設第二秘書に、2005年に公設第一秘書となり、資金管理を担当するようになる。
2009年3月3日、西松建設事件に絡み政治資金規正法違反で東京地検特捜部に逮捕された。起訴後の5月26日に保釈される。
2010年1月16日、小沢一郎の資金管理団体「陸山会」の土地購入経緯を巡る陸山会事件で政治資金規正法違反（虚偽記入）容疑で東京地検特捜部に民主党国会議員である石川知裕と共に逮捕、2月4日に起訴された。2月5日に保釈される。3月に公設秘書を辞職した。
東京地方検察庁が西松建設事件の起訴内容に陸山会事件を加える訴因変更を申請したが、これに対して弁護側は「訴因変更は違法」と主張。6月16日に最高裁判所は訴因変更を認めた。2011年2月7日に行われた第1回公判の冒頭陳述で、大久保は世田谷区の不動産購入を巡る虚偽記載及び、小沢自身の関与、水谷建設からの闇献金授受の疑惑を全面的に否定した。一方、3月1日に行われた西松事件に対する被告人質問では、これまで否定していた西松への口利きを事実上認めている。更に、翌3月2日の公共事業に関する被告人質問では、過去に鹿島建設に対する働きかけを行った事実を認めている。3月11日に東北地方太平洋沖地震が発生して居住地の釜石市で被災者生活をしているために3月23日及び25日の出廷が困難であることを理由に、3月18日に石川知裕らと審理を切り離し一時的に分離公判となった。また、4月27日に行われた同事件の第10回公判では水谷建設の川村尚・前社長が証人として出廷。川村前社長は胆沢ダム受注の見返りとして、大久保から2004年9月に要請を受け、2004年10月15日に全日空ホテルで石川に5000万円、2005年4月にも同ホテルで大久保に5000万円、合計1億円の闇献金を行ったと証言した。同裁判は同年7月20日に東京地検による論告求刑が行われ、この中で地検側は政治資金規正法違反により大久保に禁錮3年半を求刑した。2011年9月26日、東京地裁（登石郁朗裁判長）は陸山会事件について2007年の7000万円の架空記載の事案について秘書との共謀に合理的な疑いが残るとして無罪としたが、それ以外の陸山会事件と西松建設事件で有罪とし禁錮3年執行猶予5年を言い渡し、二事件で21億3500万円の政治収支報告書の虚偽記載をしたと認定した。2013年3月13日、東京高裁で禁錮3年執行猶予5年の判決が下され、同27日に上告を断念し判決が確定。
2023年、岩手県議会議員選挙に立候補し当選。

## その他
2011年3月11日の東日本大震災が発生した際には、釜石港近くの松原町にとどまり被災した住民への支援を行っていたという。写真週刊誌『フォーカス』には、その時の大久保の様子を撮影した写真が掲載されている。